# ホルムアミダーゼ
ホルムアミダーゼ(Formamidase、EC 3.5.1.49)は、以下の化学反応を触媒する酵素である。
ホルムアミド + 水{\displaystyle \rightleftharpoons }ギ酸塩 + アンモニア
従って、この酵素の基質は、ホルムアミドと水の2つ、生成物はギ酸塩とアンモニアの2つである。
この酵素は加水分解酵素、特に鎖状アミドの炭素-窒素結合に作用するものに分類される。系統名は、ホルムアミド アミドヒドロラーゼ(formamide amidohydrolase)である。この酵素は、グリオキシル酸とジカルボン酸の代謝や窒素循環に関与する。

## 構造
2007年末時点で、この酵素の4つの構造が解明されている。蛋白質構造データバンクのコードは、2DYU、2DYV、2E2K及び2E2Lである。